# Tadeusz Gajcy
Tadeusz Stefan Gajcy (pseudonym: Karol Topornicki, Topór, Roman Oścień; 8. února 1922, Varšava – 16. srpna 1944, tamtéž) byl polský básník a voják Zemské armády.

## Život
Jeho předkové do Polska kdysi přišli z Maďarska. Narodil se 8. února 1922 v domě č. 43/45 v Dziké ulici ve Varšavě. Pocházel z chudé dělnické rodiny – jeho otec byl svářečem a matka porodní bábou.
Studoval na gymnáziu v Bielanech, kde chodil do třídy s Wojciechem Jaruzelským. Učil se hrát na mandolínu a byl ministrantem. Sloužil při ranních mších v kostele sv. Jana z Boha (Bonifraterska 14). V roce 1941 odmaturoval a posléze začal studovat polonistiku na tajných kurzech vyučovaných Varšavskou univerzitou (která byla za války oficiálně zavřená). Ještě během studií se setkal se Zdzisławem Stroińským, básníkem a studentem práv, který ho přivedl do konspirační organizace Národní konfederace založené z iniciativy představitelů Národně-radikálního tábora „Falanga“.
Během druhé světové války byl spoluautorem (a od listopadu 1943 posledním redaktorem) ilegálně vydávaného literárního měsíčníku Sztuka i Naród, v němž publikoval své básně, prozaické úryvky, články a recenze anonymně nebo pod pseudonymy Karol Topornicki či Roman Oścień. V článcích polemizoval se svými literárními předchůdci: skupině Skamander vyčítal absenci ideového zakotvení a konjunkturalismus, krakovským avantgardistům „intelektuální ekvilibristiku“. Zdůrazňoval dějinnou roli Polska a prohlašoval, že je potřeba tvořit bojovnou národní poezii.
Gajcyho knižní debut, sbírka Widma, vyšel v tajném odbojovém nakladatelství v květnu 1943. Na podzim téhož roku básník opustil zaměstnání skladníka, aby se mohl zcela věnovat psaní. V květnu 1944 vznikla další sbírka nazvaná Grom powszedni.
Během nacistické okupace se Gajcy účastnil kurzů Biura Informacji i Propagandy.
25. května 1943 se spolu s Wacławem Bojarským a Zdzisławem Stroińským zúčastnil akce položení věnce s bíločervenou stuhou a nápisem „Geniálnímu Polákovi Mikuláši Koperníkovi ke 400. výročí smrti Podzemní Polsko“ u Koperníkova pomníku. V důsledku policejního zásahu a ostřelování hlídkou německých četníků byl Wacław Bojarski smrtelně raněn a Zdzisław Stroiński zatčen. Gajcymu se podařilo utéct.
Ve varšavském povstání bojoval na Starém Městě v útočné skupině poručíka Jerzyho Bondorowského (krycí jméno Ryszard).
Zemřel 16. srpna 1944 ve Varšavském povstání jako voják Zemské armády v domě v ulici Przejazd 1/3 (dnes ul. Generała Andersa), který němečtí vojáci vyhodili do povětří. Spolu s ním zemřel básník Zdzisław Stroiński. Některé, ačkoli méně početné zdroje uvádějí jiné možné datum a místo úmrtí: 22. srpna 1944 ve varšavském Arsenału. To je však mnohem méně pravděpodobné.
Básníkovo tělo bylo exhumováno na jaře 1946 na popud jeho rodiny. Teprve tehdy se podařilo určit, kde padl. Podle nalezených zranění zemřel v důsledku udušení pod hromadou suti. Byl pohřben v oddělení povstalců na Vojenském hřbitově Powązki.
Dne 2. srpna 2009 mu byl polským prezidentem Lechem Kaczyńskim posmrtně udělen řád Polonia Restituta za mimořádný přínos nezávislosti Polské republiky a za úspěchy v oblasti polské kultury.

## Dílo
Psát začal velmi brzy, ale jako šestnáctiletý své „juvenilní“ básně zničil. V letech 1938–1939 tvoří poezii, kterou začíná brát vážně. Je v ní patrná touha po filosofickém porozumění světu i lidského údělu a života. Převažuje reflexivní, pesimistické a místy buřičské ladění, ale objevují se i pozitivní akcenty. Od jiných básníků této doby se Tadeusz Gajcy liší především odlišným a neopakovatelným způsobem, jakým psal o brutální válečné realitě. Básník odmítá tvořit snadné či líbivé básně, vyhýbá se také přímému popisování válečných krutostí. Představuje je v podobě apokalyptických vizí, které jim neubírají nic z jejich ukrutnosti, ale neunavují doslovností popisu. Jeho dílo je plné neobvyklých metafor a odvážných asociací převzatých z hovorového jazyka, které jsou charakteristické téměř pro jakýkoli básníkův text.
Debutoval v roce 1942 básní Wczorajszemu otištěnou v almanachu Sztuka i Naród (Dílo a národ). Od redakce časopisu Biuletyn Literacki obdržel dvě ceny za básně Uderzenie, Śpiew murów a Rapsod od Warszawie. Jeho texty se objevovaly také v měsíčníku Kultura Jutra. Mezi literáty z jeho okolí se mimořádného uznání dočkala poéma Do potomnego. Původně tvořil v duchu vlastenecky orientované elegické lyriky, později začal realizovat vlastní vizi poezie. Navazoval na katastrofismus a tvorbu básníků tzv. Druhé avantgardy. Toužil ve své tvorbě ukázat mystický smysl oběti ve jménu lásky k lidem a vlasti (báseň Przed odejściem). V jeho básních však nenajdeme prvoplánové vlastenectví; jeho patriotismus je upřímně promyšlený i prožívaný. Připravoval dvě sbírky: Widma a Grom Powszedni.
V básních psaných pod dojmem války a okupace se několikrát objevuje intuitivní jistota blížícího se údělu, předtucha budoucí tragédie. Básnířka Józefa Radzymińska na tento problém upozornila, když se zamýšlela nad tím, co mohl znamenat verš „ojca twarz w żałobnej ramie“ v poémě Do potomnego, která vznikla v době, kdy byl Gajcyho otec ještě naživu. Tentýž signál se objevuje v básni Przed odejściem a svědčí o něm následující slova: „Lecz nim pożegnam go [„mój kraj“] dłonią z męczeńskiej gliny“, „porównam żywioł z żywiołem, gwiazdę zawistną nazwę, co nad mą głową czeka“, „(..) gdy przyjdzie spocząć pod krzyżem“. Nad neodvratným osudem si nicméně nezoufá. V poezii z válečného období se Gajcy věnuje mimo jiné těmto nadčasovým otázkám: dospívání, hledání hodnot a vytváření základů pro budoucí dospělý život.
Napsal pouze pět eroticky laděných básní inspirovaných láskou k Wandě Suchecké. Jedna z nich, Miłość bez jutra, je pokládána za jednu z nejkrásnějších v polské lyrice.[zdroj?]
Gajcy se věnoval také překladům úryvků Homérových děl a zajímal se o fotografii.

## Gajcy v populární kultuře
- V roce 2009 vyšla nákladem Muzea Varšavského povstání kompilace pojmenovaná Gajcy!, která obsahovala díla současných představitelů hudební scény s básníkovými texty.
- V roce 2016 vyšlo album Sierpień hudební skupiny Fabryka, které obsahuje dvě písně s texty Tadeusze Gajcyho – O nas (pod názvem Modlitwa o nas) a Wezwanie.

## České překlady
V roce 2014 vyšla u příležitosti 70. výročí Varšavského povstání sbírka Zády opřen o věčnost, která obsahuje třináct Gajcyho nejznámějších básní v překladu Josefa Mlejnka a odborný doslov od Macieje Ruczaje.

## Fotogalerie

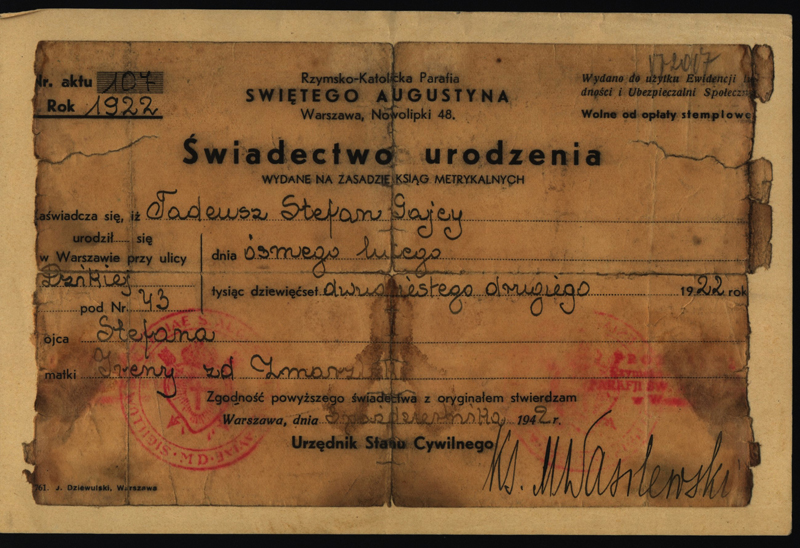
Rodný list Tadeusze Gajcyho
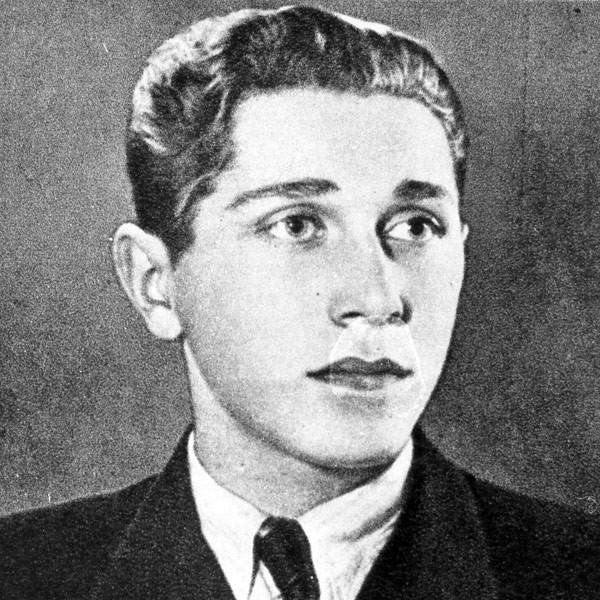
Portrét Tadeusze Gajcyho
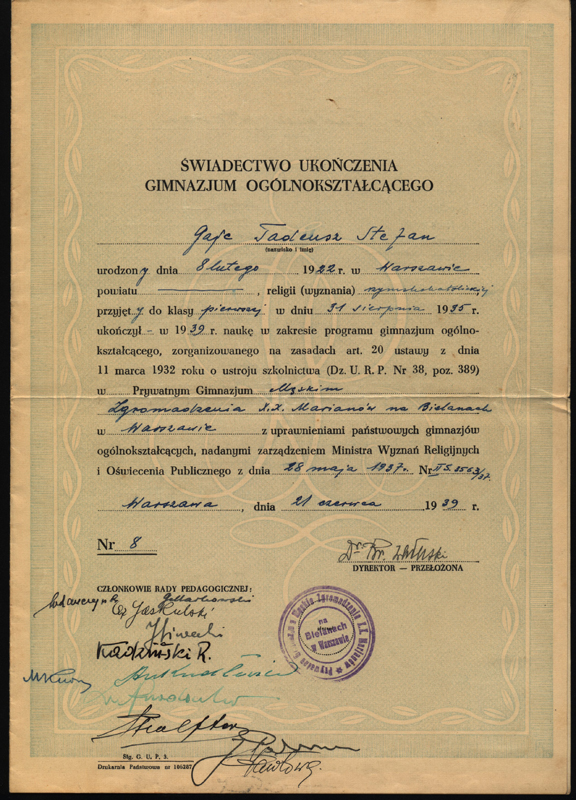
Gymnaziální vysvědčení Tadeusze Gajcyho
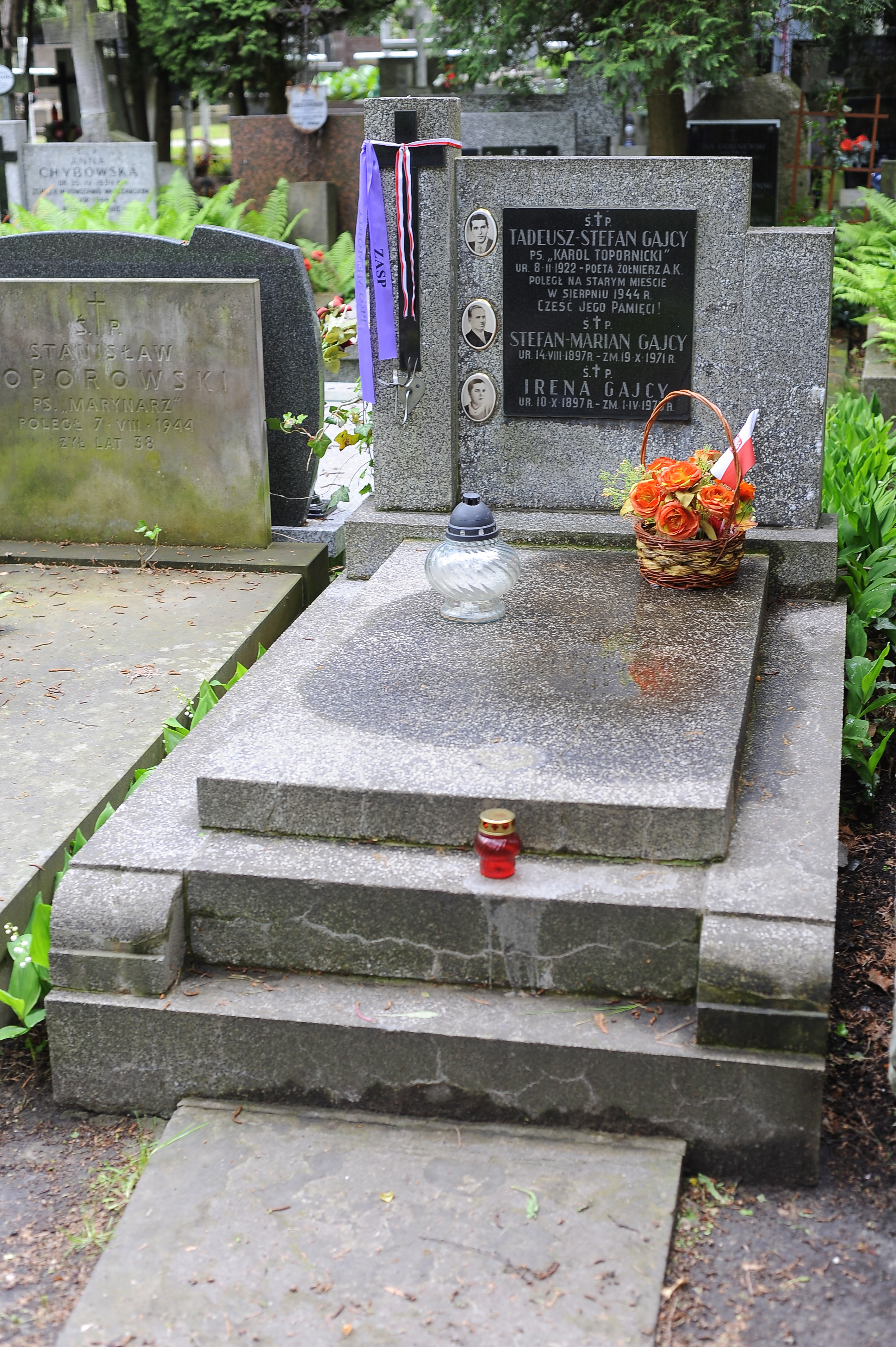
Hrob Tadeusze Gajcyho ve Varšavě